# 前列腺快感
前列腺高潮（英語：Prostate orgasm）又稱作前列腺快感，指男性前列腺受到适度刺激后产生的性快感。这种刺激主要通过阴茎、手指或其他物品經由肛门進入直腸間接刺激前列腺来实现。此外，也有人將導尿管、尿道擴張棒等物品插入尿道來刺激前列腺而產生快感。从尿道内部刺激前列腺造成的快感更为直接，对前列腺腺體的刺激极为强烈，远高于肛門直肠刺激。从尿道直接刺激前列腺的方法非常危险，若方法不當可能会造成腺體撕裂。

## 前列腺快感與性取向
男性性高潮不僅與陰莖有關，亦涉及前列腺跟肛門的收縮。前列腺快感与性取向无关，异性恋男子也可获得前列腺快感。不論在自慰或性交過程中，異性戀男性，或男同性戀之肛交插入方，皆可經由體外刺激前列腺方式達到更高強度的高潮。性行為過程中，性伴侶刺激男性會陰部，能間接壓擠到前列腺而提升高潮，同時也會因擠壓到陰莖回流血管而讓陰莖體積更大，進而給性伴侶更大的刺激。當然，撫觸男性肛門口也可造成更進一步的愉悅感。

## 原理及过程
阴茎在直肠中的运动强度对于前列腺的刺激恰好是适度的，前列腺被刺激后，因为与阴部丰富的交感神经互连，及括约肌上的神经，会引发交感神经的兴奋，这种快感与阴茎快感的产生机制类似。实验证明，对于前列腺刺激的强度是快感产生的关键因素。过于强烈或过于微弱都无法产生快感。过于强烈的刺激会导致前列腺素的大量释放，前列腺素是非常著名的疼痛感的制造者，强烈的刺激也会使直肠受到伤害而产生剧烈的疼痛。而微弱的刺激，如骑行自行车等无法引发交感神经的兴奋。插入的阴茎过于短小也会导致无法产生性快感。
有的被动方无论第几次或多痛，只要一被主动方的阴茎插入就会勃起，但有的要一段时间被插入顺畅以后才勃起，有些人还需要借助手，所以刚开始甚至是前几次肛交没勃起都是正常现象。大部分被动方在肛交时，因摩擦前列腺的关系，尿道口会自动慢慢地流出透明带粘性的前列腺液，分量因人而异，有人在整个性行动过程中一直地流，甚至流出精液与前列腺的混合物（未射精），这种持续的快感称为“预高潮”。潮噴是最近在日本及台灣同性戀圈中對此男性前列腺快感所給予的通稱，以此有別於部份女性高潮時能分泌大量透明液體稱為潮吹。因為被動方的陰莖在主動方持續刺激前列腺的狀況下也可能會有勃起，在這同時發生前列腺快感，則會將透明液體往身體外噴射出（大部分情況是流出）。此種預高潮並非如射精般的高潮，因此只要持續刺激G點，此預高潮可以持續發數十次。
当刺激到一定时间到达阈值时，因应每人的体质不同会有不同情况：有些人会出现射精冲动但却不能自动射出，需再用手进行短时刺激。部分人会因姿势、深浅、力度、频率等方面刺激得宜，在无需借助手的情况下，肛门剧烈收缩夹紧阴茎自动射精，此时会有一种普通射精和尿失禁的双重混合快感，俗称插射，被插射和用手自慰射精是不同的两种感觉，有被动方甚至在被插射後阴茎仍会勃起，用手自慰则没有。
同样地，有男性会在泌尿外科医生进行前列腺指检按摩流出前列腺液时觉得有快感甚至不自觉地射精，不过由于医生一般在指检时润滑不够、动作机械化及直肠首次被外物刺激引起异物排便感影响，故大部分首次被指检的男性会因疼痛或不适而没有感受到快感。

## 前列腺按摩
对于前列腺适度的刺激，如阴茎的抽动或手指的按摩，其强度是适于产生快感的。前列腺按摩除了在医学领域用于协助前列腺病患者排出含有病菌的前列腺液，还在按摩行业产生了新的服务种类。在西方，尤其是英国和荷兰，专门针对男士的非治疗性前列腺按摩发展迅速，按摩师通过对顾客进行柔和和准确的前列腺按摩，可以使顾客产生前列腺快感。对于这种立即风靡起来的风尚，很多名人也趋之若鹜。是否将其定义为性產業，给西方政府提出了新的难题。

## 反應
前列腺快感因人而异，部分人士可能终生无法或较难体验前列腺快感。而大部分男性（包括异性恋男性和同性恋男性）因为很少实践肛交或允许肛门被插入，这种快感存在的证据尚缺乏统计学上的普遍意义。但在实践肛交的人群中的调研显示，肛交的前列腺快感是显著而真实存在的。前列腺快感的结果可能是一种称为“预高潮”的高潮，即与射精前2秒的感受类似。